# Jadey Pietrasiewicz
Jadey Pietrasiewicz (Spijkenisse, 20 augustus 1984) is een voormalig professionele Nederlandse jockey van Engelse volbloeds en Arabische volbloeds.
Zij begon haar carrière als leerling-jockey in 2001 bij trainer Kevin Davies, en reed haar eerste winnaar met Tamarin Bay voor trainster Anneke Hendriks in Wassenaar op Duindigt na 2 jaar is deze overeenkomst beëindigd. 
In 2005 keerde zij terug en heeft zij zich ontwikkeld als een talentvolle en ambitieuze amateur, die als vertegenwoordiger van Nederland in het kader van de Fegentri al op vele continenten actief is geweest, daarbij kreeg ze ook verzoeken om in professionele koersen te rijden.
Dit heeft ertoe geleid dat zij in 2014 haar licentie heeft ingewisseld voor een professionele.
Op 25 oktober 2015 reed zij haar laatste koers en winnaar Raya C voor trainer John Smith, in november is zij geëmigreerd naar Melbourne, Australië.
In 2013 heeft zij in Houston, Texas, de Darley “Best Lady Ryder Award” ontvangen.

## Groepsoverwinningen

### Nederland
- Nederlandse Derby - (1) - All Percy (2014)

### Frankrijk
- Prix Dragon, Gr.2 PA - (1) - Poulain Kossack (2012)